# Asociación de Clubes de Básquetbol
La Asociación del Clubes de Básquetbol (ADC) es la institución responsable de organizar y regular la Liga Nacional de Básquet y sus divisiones inferiores, La Liga Argentina y la Liga de Desarrollo, así como también su rama femenina.

## Historia

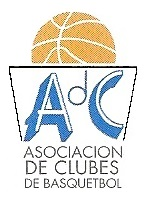
Logo original AdC

Antes de la creación de la liga nacional se disputaba el Campeonato Argentino de Clubes, el cual era organizado por la Confederación Argentina de Básquetbol. Para 1984 y por iniciativa de los entrenadores José María Cavallero, León Najnudel y Horacio Seguí, y el periodista Osvaldo Ricardo Orcasitas, entre otros, surgió la Liga Nacional de Básquet
La «Asociación de Clubes» fue fundada el 20 de abril de 1985, 6 días antes de que comenzara a disputarse la primera liga nacional.

## Torneos organizados
La ADC organiza los torneos nacionales de básquetbol masculino en Argentina, que abarcan en total dos categorías, la categoría superior es la «Liga A», popularmente conocida como la Liga Nacional de Básquet, por debajo de la liga nacional de básquet se encuentra La Liga Argentina, anteriormente conocida como Torneo Nacional de Ascenso la cual reemplazó a la «Liga B» en 1992, que es la segunda división del básquet nacional. La ADC también se encarga de organizar los torneos de básquetbol femenino de la Liga Femenina y un torneo que involucra a las categorías formativas de los clubes de la «Liga A», la Liga de Desarrollo.

## Títulos de clubes (33)
Los clubes del básquet argentino asociados a la ADC lograron los siguientes títulos.

### TítulosFIBA/ABASU (21)
| Competición                                | Títulos                                                                      | Subcampeonatos                                                  |
| ------------------------------------------ | ---------------------------------------------------------------------------- | --------------------------------------------------------------- |
| Basketball Champions League Americas (2/1) | 2020,2023-24                                                                 | 2024-25                                                         |
| Liga de las Américas (5/3)                 | 2008, 2010, 2011, 2018,2019                                                  | 2012, 2013, 2017                                                |
| Liga Sudamericana (13/10)                  | 1996, 1997, 1998, 2001, 2002, 2004, 2006, 2007, 2008, 2009, 2011, 2012, 2023 | 1999, 2000, 2001, 2009 I, 2009 II, 2015, 2016, 2017, 2018, 2024 |
| Copa Intercontinental FIBA (1/5)           | 1983                                                                         | 1978, 1984, 1986, 1996, 2021                                    |

### Títulos CONSUBÁSQUET (12)
| Competición                                         | Títulos                                              | Subcampeonatos                                                                     |
| --------------------------------------------------- | ---------------------------------------------------- | ---------------------------------------------------------------------------------- |
| Campeonato Sudamericano de Clubes Campeones (10/14) | 1981, 1982, 1987, 1993, 1994, 1996, 2004, 2005, 2006 | 1946, 1956, 1958, 1975, 1982, 1984, 1985, 1986, 1988, 1991, 1994, 2003, 2007, 2008 |
| Campeonato Panamericano de Clubes (2/4)             | 1996, 2000                                           | 1993, 1994, 1995, 1997                                                             |